# Сио (Орегон)
Сио (енгл. Scio) град је у америчкој савезној држави Орегон.

## Демографија
По попису из 2010. године број становника је 838, што је 143 (20,6%) становника више него 2000. године.
| Група             | 2000.       | 2010.       |
| Белци             | 637 (91,7%) | 761 (90,8%) |
| Афроамериканци    | 0 (0,0%)    | 3 (0,4%)    |
| Азијати           | 3 (0,4%)    | 5 (0,6%)    |
| Хиспаноамериканци | 13 (1,9%)   | 26 (3,1%)   |
| Укупно            | 695         | 838         |